# 清林館高等学校
清林館高等学校（せいりんかんこうとうがっこう）は、愛知県愛西市持中町にある私立の高等学校である。旧校名は、津島女子高等学校であり、愛知県津島市本町にあった。

## 概要
「清林」や「SHS（Seirinkan High Schoolの略）」などと略して呼ばれることが多い。

## 沿革
- 1926年（大正15年） - 津島縫製女学校開設。
- 1948年（昭和23年） - 学校法人平山学園津島女子高等学校に変更。
- 2001年（平成13年） - 清林館高等学校に校名変更、普通科全コースを男女共学化。
- 2018年（平成30年） - 愛西市へ全校移転（最寄駅は名鉄津島線 藤浪駅となる）。

## 設置学科
普通科
- 文理特進コース
- 文理選抜コース
- 国際コース
- 進学総合コース

## 部活動

### 実績
ゴルフ部（2015年（平成27年）現在、廃部）は、1987年（昭和62年）、第8回全国高等学校ゴルフ選手権大会にて優勝。1988年（昭和63年）、第9回全国高等学校ゴルフ選手権大会にて優勝。1990年（平成2年）、第11回全国高等学校ゴルフ選手権大会にて優勝した。

### 運動部
- 男女サッカー部
- 男女バスケットボール部
- 男女バドミントン部
- 男女バレーボール部
- 男女空手道部
- 硬式テニス部
- 剣道部
- 卓球部
- チアリーディング部
- ハンドボール部
- ダンス部
- 水泳部（2019年（令和元年）現在、廃部）
- 弓道部（2019年（令和元年）現在、廃部）
- ボウリング部（2021年（令和3年）現在、廃部）
- ゴルフ部（2015年（平成27年）現在、廃部）

### 文化部
- 太鼓部
- ハンドベル部
- 茶道部
- ESS部
- PC部
- ボランティア部
- 美術部
- 演劇部
- 写真部
- 数学研究同好会
- 理科研究同好会

## 年間行事
| 4月 - 入学式 5月 - 体育祭 6月 - 創立記念式典 （本校体育館） - 1年生オーストラリア ヒルズ学園HLC語学研修（〜8月下旬） 7月 - 1年生フィリピン・セブ島 CPILS語学研修（〜8月下旬） 9月 - 清林祭・芸能祭 | 10月 - 弁論大会（本校体育館） 12月 - 海外研修旅行：アメリカ西海岸、ヨーロッパ（フランス&ドイツ or イギリス）など 1月 - インターナショナルフレンドシップウィーク 2月 - 卒業式 （津島市文化会館） 3月 - 2年生修学旅行：文理・国際コースは台湾（中華民国）・台北市近郊、進学総合コースは沖縄。 - 1、2年生球技大会 |

## 宗教教育
浄土宗の仏教的情操を持った人材の育成を目指し創立した経緯があるが、現在は宗教に関する授業は一切行っていない。ただし授業の始めと終わり・朝礼終礼時には感謝の意を示すために教員・生徒ともに合掌を行う。

## 著名な出身者
- 小出広美（元歌手、グラビア） ※津島女子高校から堀越高校へ転校
- 坂東貴代（プロゴルファー）
- 藤田炎村（プロボクサー）
- 柳本理乃（フリースタイルスキー選手）※モーグル